# Maria Jacoba Hartsen
Jkvr. dr. Maria Jacoba Hartsen (Baarn, 2 juni 1890 - Amsterdam, 30 november 1972) was een Nederlands dichteres en publiciste.

## Levensloop
Hartsen, laatste lid van de adellijke familie Hartsen, was een dochter van jhr. ir. Jacob Hartsen (1842-1892), directeur van de gasfabriek te Baarn, en Alma Augusta Then Bergh (1865-1935). Zij bleef ongehuwd.
Hartsen promoveerde in 1941 aan de universiteit van Bonn op Die Bausteine des Gudrunepos. Vervolgens was ze lerares Duits en Frans en ten slotte lectrice aan de universiteit van Berlijn. Ze publiceerde vooral in verband met het Gudrunlied en werd bekend door haar handleiding in het Duits voor de Nederlandse taal die verscheidene herdrukken beleefde. Rond 1939 publiceerde ze in het Duits geschreven gedichten.

### Eigen werk
- Die Natur im Leben und in den Werken der Annette Freiin von Droste-Hülshoff. Leipzig, 1937.
- Der Zwiespalt in Gottfrieds "Tristan" und die Einheit der ritterlich-höfischen Kultur. Amsterdam, 1938.
- Gedichte. Berlin, [1939?].
- Die Bausteine des Gudrunepos. Amsterdam, 1941 (proefschrift).
- Das Gudrunepos. Leipzig, 1942.
- Beitrag der Niederlande und Belgiens an der Gudrun. Leipzig, 1942.
- Langenscheidts Sprachführer Niederländisch. Berlin, 1968.

### Bewerkingen of vertalingen
- De roeping van den Duitschen dichter in dezen tijd. Amsterdam, 1933 [vertaling].
- 30 Stunden Niederländisch für Anfänger. Berlin, 1954².

- Gemeinsame Normdatei: 126371229
- International Standard Name Identifier: 0000 0000 2388 5455
- Library of Congress Control Number: no2013051494
- Nederlandse Thesaurus van Auteursnamen: 074520539
- Virtual International Authority File: 1002961
- WorldCat: E39PBJvCJYcv3QvT9whW9XXKh3